# De Peloponnesische Oorlog
De Peloponnesische Oorlog of De oorlog tussen de Peloponnesiërs en de Atheners is het verslag van de Peloponnesische Oorlog (431-404 v.Chr.) geschreven door de Griekse auteur Thucydides. Het werk, dat bestaat uit acht delen maar onvoltooid is gebleven, behandelt de gebeurtenissen tijdens de oorlog tussen Athene en Sparta tot 411 v.Chr. Het beschrijft in detail de oorzaken, gebeurtenissen en politieke ontwikkelingen die leidden tot het conflict, en het analyseert de militaire strategieën en diplomatieke manoeuvres van de strijdende partijen. 
In de handschriftelijke overlevering kreeg het werk geregeld – maar ten onrechte – de titel Historiai. Het valt net op dat Thucydides deze term heeft vermeden, klaarblijkelijk vanwege de te nauwe associatie met Herodotos. Afgaand op de eerste zin valt de eigenlijke titel te reconstrueren als De oorlog tussen de Peloponnesiërs en de Atheners (Ο πόλεμος των Πελοποννησΐων και Ἀθηναίων), of kortweg De Peloponnesische Oorlog. In feite is de nog frequent gebruikte titel Geschiedenis van de Peloponnesische Oorlog dus niet helemaal juist.
Het werk wordt gekenmerkt door Thucydides' streven naar objectiviteit en zijn gebruik van een analytische benadering. Weliswaar reconstrueert hij toespraken naar eigen inzicht en schrijft hij individuen geregeld motieven toe die hem niet bekend kunnen zijn geweest. Hij geeft vooral aandacht aan oorlog en politiek, op een manier die hem tot een intellectuele voorloper van het politiek realisme maakt. Voor religie, economie en cultuur heeft hij weinig of geen oog. Hij legt de nadruk op feitelijke gegevens en vermijdt het opnemen van mythen of goddelijke interventies, in tegenstelling tot zijn voorganger Herodotus. Ook reflecteert hij over oorzakelijkheid: in het Megarisch decreet zag hij slechts een aanleiding tot oorlog, daarachter lag de angst van de Spartanen voor Athenes groeiende macht. Hierdoor wordt zijn methode vaak beschouwd als diepgaand historisch. 
Nochtans is het onhistorisch dat Thucydides elk inzicht in zijn bronnen weert. Ook waren de gebeurtenissen die hij analyseert zeer recent en had hij er bovendien zelf aan deelgenomen. Als Atheens generaal vocht hij in de oorlog en hij werd verbannen omdat hij er in 424 v.Chr. niet in slaagde Amfipolis uit handen van de Spartanen te houden. Zijn betrokkenheid kleurt duidelijk zijn weergave, bijvoorbeeld doordat hij Kleon er systematisch bekaaid vanaf laat komen. Ook ten opzichte van Perikles en Nikias valt partijdigheid te herkennen. Andere bronnen (voornamelijk Eforos via Diodoros van Sicilië) laten toe het beeld enigszins te corrigeren. 
Inhoudelijk behandelt Thucycides de Archidamische Oorlog, de Vrede van Nikias, de Siciliaanse Expeditie en de Dekeleïsche Oorlog. Midden in die laatste breekt zijn verslag af, hoewel hij nog een onbekend aantal jaren verder leefde. Beroemd zijn de lijkrede van Perikles (2.34-46), de beschrijving van de Attische tyfusepidemie (2.47-54), de reflectie op revolutie, partijstrijd en hoe dit de betekenis van woorden verandert (3.82-85), en de Melische dialoog (5.84-113).
De ontvangst van de Geschiedenis van de Peloponnesische Oorlog varieerde door de eeuwen heen. Tijdens de oudheid werd het met enthousiasme ontvangen, waarbij sommige auteurs, onder wie Xenophon, pogingen deden om het onafgemaakte werk aan te vullen. In de latere oudheid kreeg Thucydides kritiek, onder andere van Dionysius van Halicarnassus, die het werk als turgide en overdreven streng beschouwde.

## Nederlandse vertalingen
Er bestaan van de Historiai vijf integrale vertalingen in het Nederlands:
- Thucydides, De Peloponnesische Oorlog, vert. Wolther Kassies, Amsterdam, 2013. ISBN 9789025300647
- Thucydides, Een blijvend bezit. De oorlog tussen de Peloponnesiërs en de Atheners, vert. Leo Lewin, Delft, 2002. ISBN 9051668953.
- Thucydides, Historiai, vert. M.A. Schwartz, Amsterdam, 2001 (= Haarlem, 1964). ISBN 9025353266
- Thoukudides, Navorschingen. De Peloponnesische Oorlog, vert. H.M. Boissevain en H.J. Boeken, 8 dln., 1908-1924
- Thucydides, Over den oorlog der Peloponnesers en Atheners, vert. Hendrik Frieseman, 2 dln., Amsterdam, Pieter den Hengst, 1786 (vol. I, vol. II)

Onder de partiële vertalingen kunnen worden vermeld:
- Het Siciliaanse avontuur uit de historie van de Peloponnesische oorlog, vert. J.W. Barnard, Amsterdam, Meulenhoff, 1963 (boeken 6 en 7)
- Thucydides, De ondergang der Meliërs. Een gesprek tusschen gevolmachtigden van een grooten en een kleinen staat in het jaar 416 vóór Christus, vert. Dirk Loenen, Amsterdam, Wereldbibliotheek, 1939
- Thucydides, Rede van Pericles op de gevallen strijders, uitgesproken te Athene in den winter van 431/430 vóór Christus, vert. Dirk Loenen, Amsterdam, Wereldbibliotheek, 1937